# 昴生
昴生（こうせい、1986年〈昭和61年〉4月13日 - ）は、日本のお笑いタレント、俳優。兄弟お笑いコンビ・ミキの兄でツッコミ担当（ネタによってはボケもこなす）。相方は亜生。立ち位置は向かって右。
本名は三木 昴生（みき こうせい）。京都市左京区出身。吉本興業所属。NSC大阪校30期と同期扱い。身長165 cm、体重85 kg、血液型O型。既婚。

## 来歴
- 京都府立北稜高等学校[2]、花園大学社会福祉学部福祉心理学科卒業[3]。高校の先輩にはチュートリアル（徳井義実は大学の先輩でもある）、おいでやす小田がいる。
- 2012年4月に弟の亜生とミキを結成[1]。それまでは、中学校の同級生と「近衛」、1年後輩の田渕章裕（現・ちょんまげラーメン）と「やぶれかぶれ」というコンビを組んでいた。
- 2018年6月8日に5歳上の一般女性（通称：マミちゃん）と結婚したことを発表した。
- 2020年に「恋はつづくよどこまでも」（TBS系列）で連ドラデビューした[4]。
- 2021年8月5日、第一子男児誕生を報告。

## 芸風
- 大きく甲高い声のツッコミが特徴であり、山本高広や霜降り明星・せいやらにモノマネされている。

## 人物

### 趣味
- 趣味は東京ディズニーリゾートに行くこと[1]。

### 家族
- 父は高知県土佐清水市出身[5]。関西汽船で船長を務めた[6]。

### 交友関係
- 相席スタート・山添は、同じ中学のサッカー部の1年先輩である。芸歴としては山添の方が後輩にあたる。
- 上白石萌音とは、『恋はつづくよどこまでも』と共演して以来、友達のような感じで交流がある[7][8]。

### 似ている人物
- WHO事務局長のテドロス・アダノムに顔が似ている。そのため、テドロスが発言する度に自身のSNSに新型コロナウイルスに関する投稿が寄せられている[9]。

## エピソード
- 高校の文化祭でコントをしたところ大ウケし、芸人になることを決意したが、親に反対されて大学に進学。しかし芸人になることを諦めきれず、大学卒業後、吉本興業に所属した[10]。NSCには入学していないが、NSC大阪校30期扱いである[1]。
- 弟・亜生とは対照的にブサイク扱いされる、人気がないと言われることが多い。2017年8月10日放送のアメトーーク!（テレビ朝日）では「人気の割合は、昴生0割、亜生10割」「親戚から『生まれた時に、先に毒素が出た』と言われる」「学生時代、『3年生に亜生くんのお兄さんがいる』という話になり、見に来た女の子に笑われた」「一緒に服を買いに行ったら女性店員が亜生にばかり話しかけており、昴生が大きいサイズがあるか聞くと『あー、無い無い』と素っ気なく返答された」「全く売れていなかったが弟とコンビを組んだ途端にブレイクした」といったエピソードが紹介された[10]。
- 関西では、亜生のみの仕事が度々来るといい、兄弟の間でも仕事量に差が生まれている。亜生は「お兄ちゃんも一緒にレギュラーにしてください。」と言ったが、番組の一番偉い人に、「じゃあ逆に聞くけど、朝テレビ付けたときにお兄ちゃんの顔が写ってる…これ朝見た人どう思うかな?」と言われ、マネージャー陣も含めて全員黙った[11]。
- メディアで自身の名前を昂生と表記されることがあるが、明確な誤表記ではなく、昴生本人は「どちらでもいいんです」という姿勢である[12][13]。本人は「昴生は当て字なので役所とかに通らない時がある」「昂生やったら通るので両方使ってる」と説明しており[13]、「昴」が人名用漢字に追加されたのが昴生の生まれたあと（1990年）であることと合わせると、戸籍上の本名は「三木 昂生」であると推測される。
- 高校3年生の時、雨で文化祭の会場が中庭から体育館に変更となり、女子が「中庭でやりたい」と言って涙を流した。その姿にグッときた昴生は「異議申し立てに行くから付いてこい!」と言って大勢で校長室へ行き、校長先生に中庭でやるよう頼み込んだが、校長先生からは「ていうか、君、誰や…」と言われた[2]。
- 2019年の映画『ライオン・キング』の日本語吹替版に亜生がティモン役で出演したが、昴生はプンバァ役のオーディションを受験したものの落選し佐藤二朗がキャスティングされたことを告白している。[14]
- 2020年6月14日、結腸炎のため入院することが発表された。この日出演予定だった「ミキ×からし蓮根のトーク60分」と「上方漫才協会大賞　大賞受賞者5組集結　全国ツアーinよしもと漫才劇場」は相方で弟の亜生が一人で出演した[15]。
- 2020年12月22日、朝に発熱。新型コロナウイルス感染が疑われ、PCR検査したところ陰性と診断。しかし体調不良が続いたため、同31日に再度PCR検査を受けたところ、2021年1月1日に陽性と診断された。同8日に仕事復帰[16]。

## 出演
コンビでの出演についてはミキを参照。

### テレビドラマ
- ほんとにあった怖い話 20周年スペシャル「赤い執着」（2019年10月12日、フジテレビ）
- 恋はつづくよどこまでも（2020年1月14日 − 3月17日、TBS） - 沼津幸人 役[17][18]
- オー!マイ・ボス!恋は別冊で 最終話（2021年3月16日、TBS） - ラーメン店の店員 役
- イチケイのカラス 最終話（2021年6月14日、フジテレビ） - 傍聴マニア 役

### トークライブ
- 8月14日 THE EMPTY STAGE 2018 SUMMER 9日目 ONE-MAN TALK SHOW（BENOA銀座店）

### テレビアニメ
- オッドタクシー（2021年4月 - 6月、テレビ東京ほか） - 大門兄 役[19]

### 劇場アニメ
- 映画 オッドタクシー イン・ザ・ウッズ（2022年） - 大門兄 役[20]

### ラジオ
- ナインティナイン岡村隆史のオールナイトニッポン（2018年12月13日、2019年4月18日、2019年12月12日）
- ナインティナインのオールナイトニッポン（2020年12月18日、2022年12月22日、2023年12月14日、2024年12月13日）
  - 「岡-1グランプリ」に皆勤出場。岡村隆史からは「ミキ昴生」を独特のイントネーションで呼ばれ、「女子高生みたいに呼ぶな!」とツッコミを入れるのが恒例となっている[21]。